# Gian Luigi Rondi
Gian Luigi Rondi (Tirano, província de Sondrio, Llombardia, 10 de desembre de 1921 - Roma, 22 de setembre de 2016) va ser un escriptor, guionista, crític i director de cinema italià.
Va ser membre del jurat al Festival Internacional de Cinema de Moscou (edicions 12a i 15a a les edicions 11a i 32a de la Berlinale i a tres edicions del Festival de Canes el 1963, 1967 i 1980

## Biografia
El 1925, a l'edat de quatre anys, es traslladà amb la seva família a Gènova, i després el 1935 a Roma, on va estudiar dret a la Universitat de Roma "La Sapienza". El 1945 es va graduar i va ser contractat com a periodista a Voce operaia, després va dirigir la revista Teatro i va treballar amb Silvio D'Amico per escriure l'Enciclopedia dello Spettacolo que abasta teatre i cinema a Itàlia.
En els anys següents, Rondi es va convertir en un reconegut crític de cinema a Itàlia i va col·laborar a Il Tempo, però també amb diaris francesos i belgues. El 1949 va ser nomenat per primer cop al jurat de la Mostra de Venècia. El 1950 va participar en seccions especialitzades de ràdio a la Rai - Radiotelevisione Italiana.
A la dècada de 1950, Rondi va treballar com a guionista i director, però la seva activitat principal va seguir sent crítica. Ha estat membre dels jurats de tots els principals festivals de cinema europeus i ha dirigit l'Incontri Internazionali di Cinema a Venècia i Sorrento. El 1970 va fundar el Festival delle Nazioni. El 1993-1997, va ser president de la Biennal de Venècia. Des de 1981 va ser president de l'organització que va atorgar el premi David di Donatello. Ha publicat nombrosos escrits i sovint ha rebut honors i guardons com ara la Gran Creu de l'Orde al Mèrit de la República Italiana, l'Orde del Mèrit de la República Federal d'Alemanya i la Legió d'Honor francesa.
És germà del guionista i director Brunello Rondi.

## Obres
- Cinema italiano oggi, text a cura d'Alessandro Blasetti i Gian Luigi Rondi. Roma, C. Bestetti edizioni d'arte, 1950
- La regia di Mario Apollonio, Enzo Ferrieri, Alberto Mantelli, Gian Luigi Rondi. Torino, Edizioni Radio Italiana, 1955
- L'arte del film: storia della regia di Gian Luigi Rondi. Roma, Tipografia Pasini, 1956
- Cinema italiano oggi, 1952-1965. Roma, C. Bestetti edizioni d'arte, 1966
- 7 domande a 49 registi. Torino, Società Editrice Internazionale, 1975
- Il cinema dei maestri: 58 grandi registi e un'attrice si raccontano. Milano, Club degli editori, 1981
- La dolce vita: il film di Federico Fellini a cura di Gianfranco Angelucci; text de Federico Fellini e Gian Luigi Rondi. Roma, Editalia, 1989
- Vademecum sull'educazione all'immagine a cura di Gian Luigi Rondi con la collaborazione di Mara Bruno ed altri. Agiscuola, 1991
- Al cinema con le stelle Cento fotografie di Chiara Samugheo, text de Gian Luigi Rondi e Arturo Carlo Quintavalle. Nuoro, Ilisso, 1995
- Un lungo viaggio: cinquant'anni di cinema italiano raccontati da un testimone. Firenze, Le Monnier, 1998
- Prima delle prime: film italiani 1947-1997. Roma, Bulzoni, 1998
- Kurosawa, Bergman e gli altri... Firenze, Le Monnier, 1999
- Tutto il cinema italiano in 100 (e più) lettere - Cinema italiano (vol.1) a cura di Simone Casavecchia, Domenico Monetti, Luca Pallanch. Roma, Centro Sperimentale di Cinematografia - Edizioni Sabinae, 2015
- Tutto il cinema italiano in 100 (e più) lettere - Cinema internazionale (vol. 2) a cura di Simone Casavecchia, Domenico Monetti, Luca Pallanch. Roma, Centro Sperimentale di Cinematografia - Edizioni Sabinae, 2016
- Le mie vite allo specchio: diari 1947-1997. Roma, Edizioni Sabinae, 2016
- Storie di cinema: cinquantotto voci dal set. Torino, Aragno, 2016
- Incontri. Roma, Edizioni Sabinae. Roma, 2016 (pòstum)
- Federico Fellini, Edizioni Sabinae. Roma, 2017 (pòstum)
- Carlo Verdone, Edizioni Sabinae. Roma, 2018 (pòstum)